# General (film)
General (Генерал) è un film del 1992 diretto da Igor' Nikolaev.

## Trama
Il film racconta la vita del famoso leader militare sovietico A.V. Gorbatov, che ha visitato l'esercito, la prigione e il campo.